# Tronchoy (Haute-Marne)
Pour les articles homonymes, voir Tronchoy.
Tronchoy est une ancienne commune française du département de la Haute-Marne en région Grand Est. Elle est associée à la commune de Rolampont depuis 1972.

## Géographie
Cette localité est traversée par la route D260, elle se trouve à proximité de l'autoroute de Lorraine-Bourgogne.

## Toponymie
Anciennes mentions : Trunchetum (1249), Tronchoy (1336), Troncheti (XIVe siècle).

## Histoire
En 1789, Tronchoy dépend de la province de Champagne dans le bailliage de Langres.
Cette commune a été érigée par une loi du 27 juin 1843, auparavant son territoire était réparti entre les communes de Lannes et de Charmoilles. 
Le 1er août 1972, Tronchoy est rattaché à Rolampont sous le régime de la fusion-association.

## Politique et administration
| Période                                  | Période  | Identité     | Étiquette | Qualité |
| ---------------------------------------- | -------- | ------------ | --------- | ------- |
|                                          | En cours | Lydia Douche |           |         |
| Les données manquantes sont à compléter. |          |              |           |         |

## Démographie
| 1841 | 1846 | 1851 | 1856 | 1861 | 1866 | 1872 | 1876 | 1881 |
| ---- | ---- | ---- | ---- | ---- | ---- | ---- | ---- | ---- |
| 115  | 148  | 162  | 167  | 167  | 159  | 159  | 167  | 152  |

| 1886 | 1891 | 1896 | 1901 | 1906 | 1911 | 1921 | 1926 | 1931 |
| ---- | ---- | ---- | ---- | ---- | ---- | ---- | ---- | ---- |
| 129  | 124  | 132  | 112  | 112  | 107  | 87   | 94   | 90   |

| 1936 | 1946 | 1954 | 1962 | 1968 | - | - | - | - |
| ---- | ---- | ---- | ---- | ---- | - | - | - | - |
| 78   | 68   | 92   | 90   | 83   | - | - | - | - |

## Lieux et monuments
- Église de l'Assomption-de-Notre-Dame, reconstruite en 1630, détruite en 1815 et rebâtie en 1838
- Il y avait un hôpital, appelé aussi prieuré, qui fut uni au collège des Jésuites de Langres au xviie siècle[1]